# Gaston Broquet
Pour les articles homonymes, voir Broquet (homonymie).
Gaston Broquet né le 19 septembre 1880 à Void-Vacon et mort le 26 avril 1947 à Paris est un sculpteur français.

## Biographie

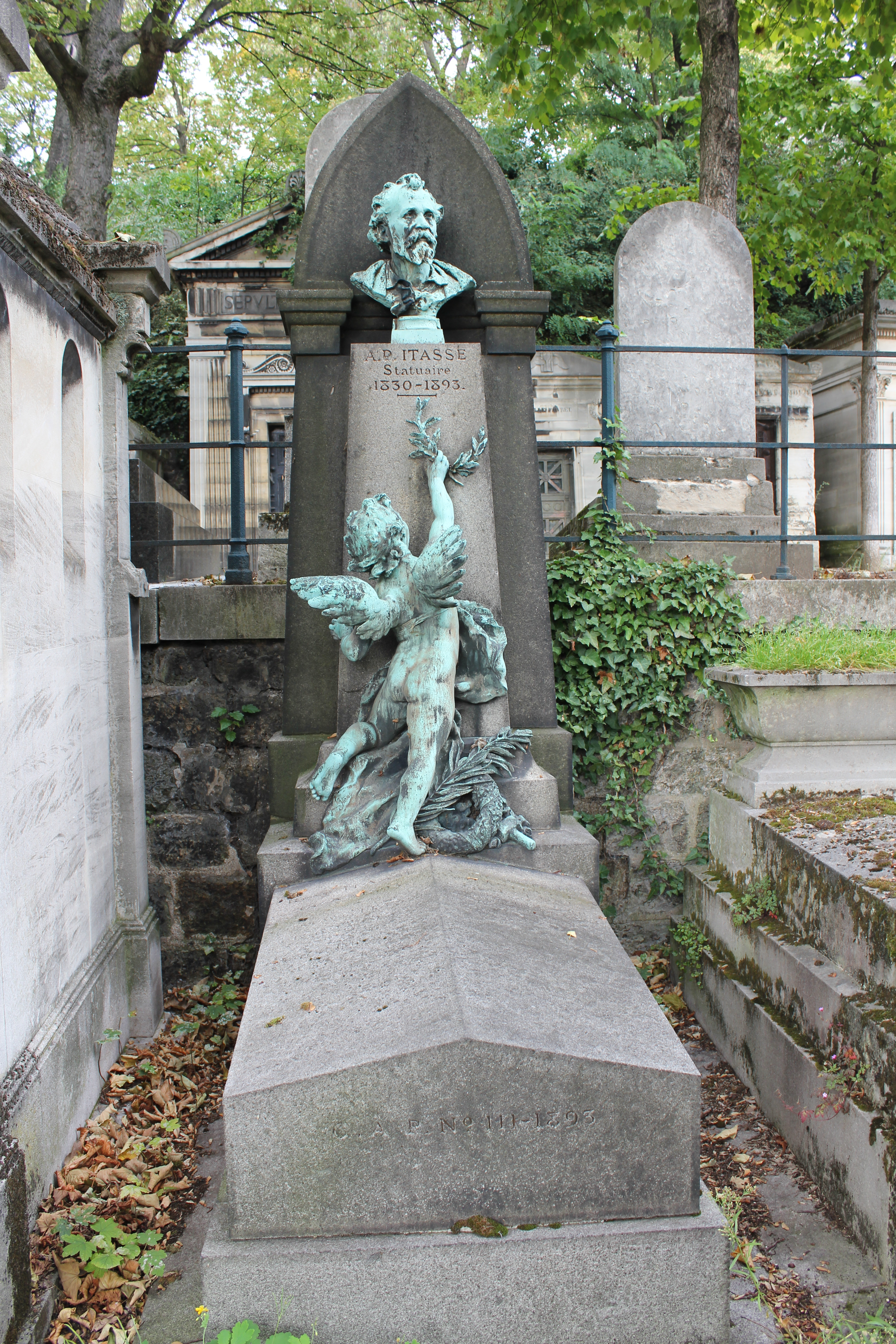
Tombe de Gaston Broquet et Jeanne Itasse-Broquet au cimetière du Père-Lachaise (division 31).

Gaston Broquet passe son enfance à Void où ses parents tiennent une boucherie.
En 1901, il est reçu au concours de l'école des arts décoratifs de Paris dans la section modelage.
À Paris, il est élève des sculpteurs Jean-Antoine Injalbert et Gabriel-Jules Thomas.
Le 19 août 1911, à Auteuil, il épouse Jeanne Itasse, la fille ainée du sculpteur Adolphe Itasse, elle-même sculptrice et connue sous le nom de Jeanne Itasse-Broquet.
Il expose au Salon des artistes français en 1912 et obtient une médaille et une bourse de voyage d'un montant de 4 000 francs. Il sera aussi récompensé par la Société des artistes français au salon de 1920 d'une médaille d'argent dans la section Sculpture et gravure en médailles et pierres fines.
Durant la Première Guerre mondiale, il est soldat puis brancardier sur le front et blessé en 1915 à La Harazée en Argonne. Dans cette  expérience des tranchées, il trouvera l'inspiration pour ses monuments aux morts qui le rendirent célèbre. Il collabore aussi avec la maison de faïence de Quimper Henriot.
Gaston Broquet meurt le 26 avril 1947 dans le 16e arrondissement de Paris et est inhumé dans la même ville au cimetière du Père-Lachaise (31e division).
Une rue de Void-Vacon porte son nom.

## Œuvres

### Œuvres dans les collections publiques

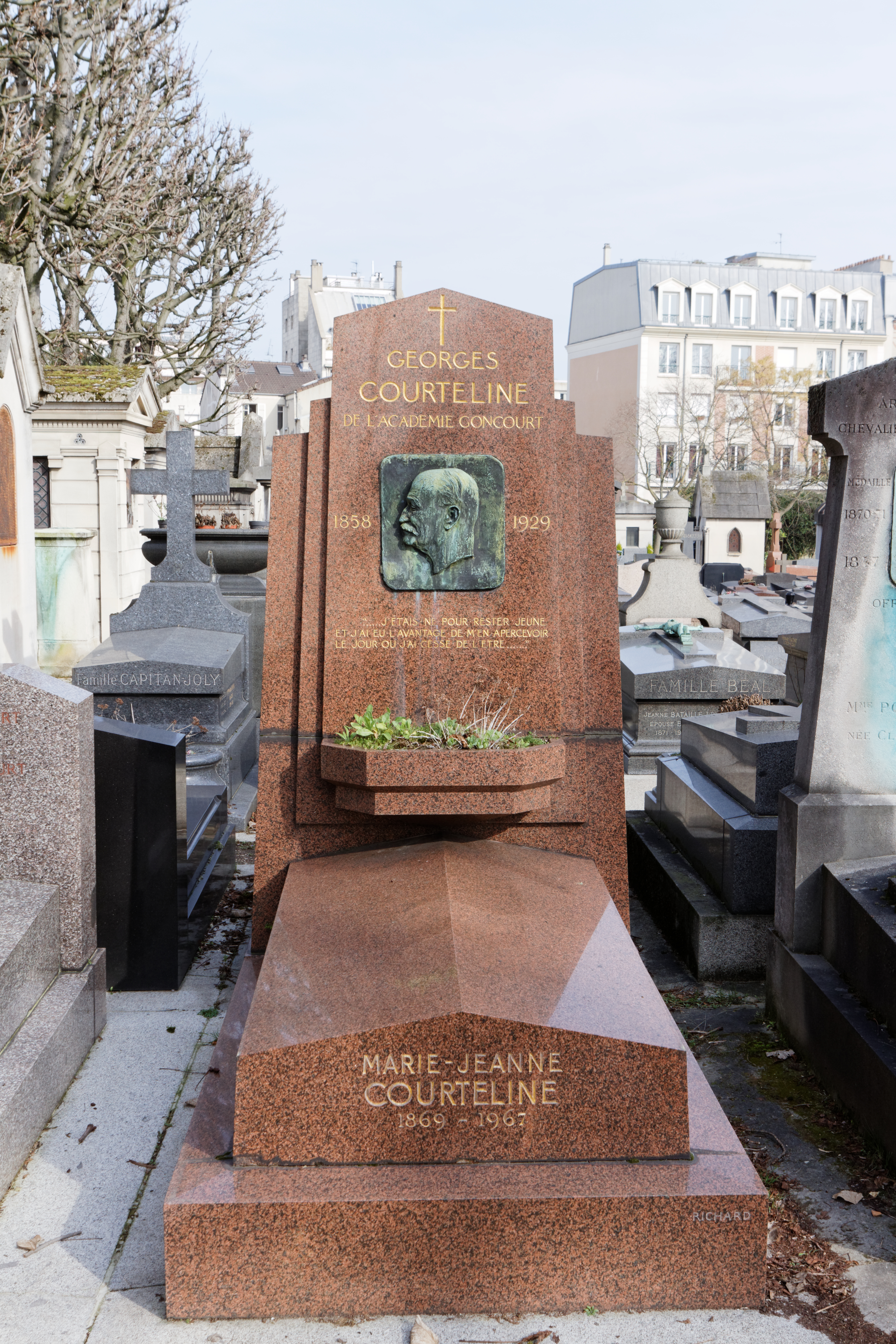
Sépulture de Georges Courteline, Paris, cimetière du Père-Lachaise.

- Dijon, musée des Beaux-Arts : Tête de Poilu, bronze.
- Fleury-devant-Douaumont, site de Verdun : Monument à Maginot.
- Paris :
  - cimetière du Père-Lachaise : Georges Courteline, médaillon ornant la tombe de l'écrivain.
  - cimetière du Père-Lachaise : Alexandre Germain, médaillon ornant la tombe de l'artiste dramatique.
  - musée national d'Art moderne : José Germain.
  - musée du quai Branly : Tête de femme.
- Revigny-sur-Ornain, rue Aristide-Briand : Monument à André Maginot.

### Monument aux morts de la guerre 1914-1918
- Bains-les-Bains : Le Patrouilleur, 1932.
- Châlons-en-Champagne : La Dernière Relève, 1926, groupe en bronze représentant une demi-escouade avec un lieutenant devant des artilleurs de tranchées.
- Commercy, le monument représente un groupe de mitrailleurs sortant d'une tranchée face à l'ennemi et transportant leur mitrailleuse[7].
- Étain, 1926.
- Ligny en Barrois.
- Raon-l'Étape : La Patrouille.
- Samogneux : L’Alerte aux gaz, statue en bronze représentant la terreur d'un jeune fantassin avant de mettre son masque à gaz[8].
- Vitrimont : Monument du Léomont, 1922. Détruite en 1940 par l'occupant allemand, la statue du poilu a été restituée en pierre en 1950 par Jacq Orlande-Sinapi[9].
- Void-Vacon.
- Warcq[10].

Monuments aux morts par Gaston Broquet
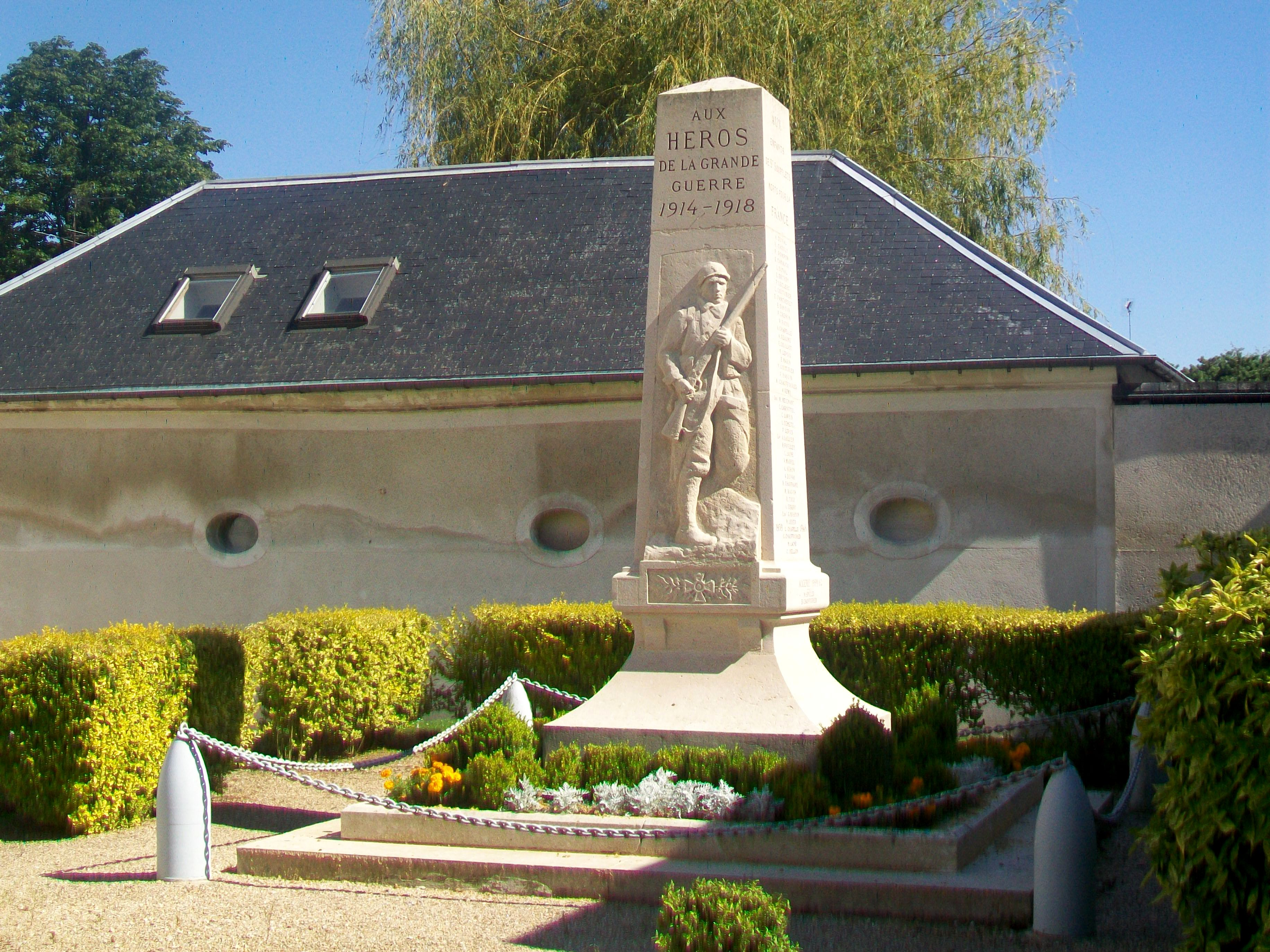
Monument aux morts de Saint-Soupplets (1921), Saint-Soupplets.
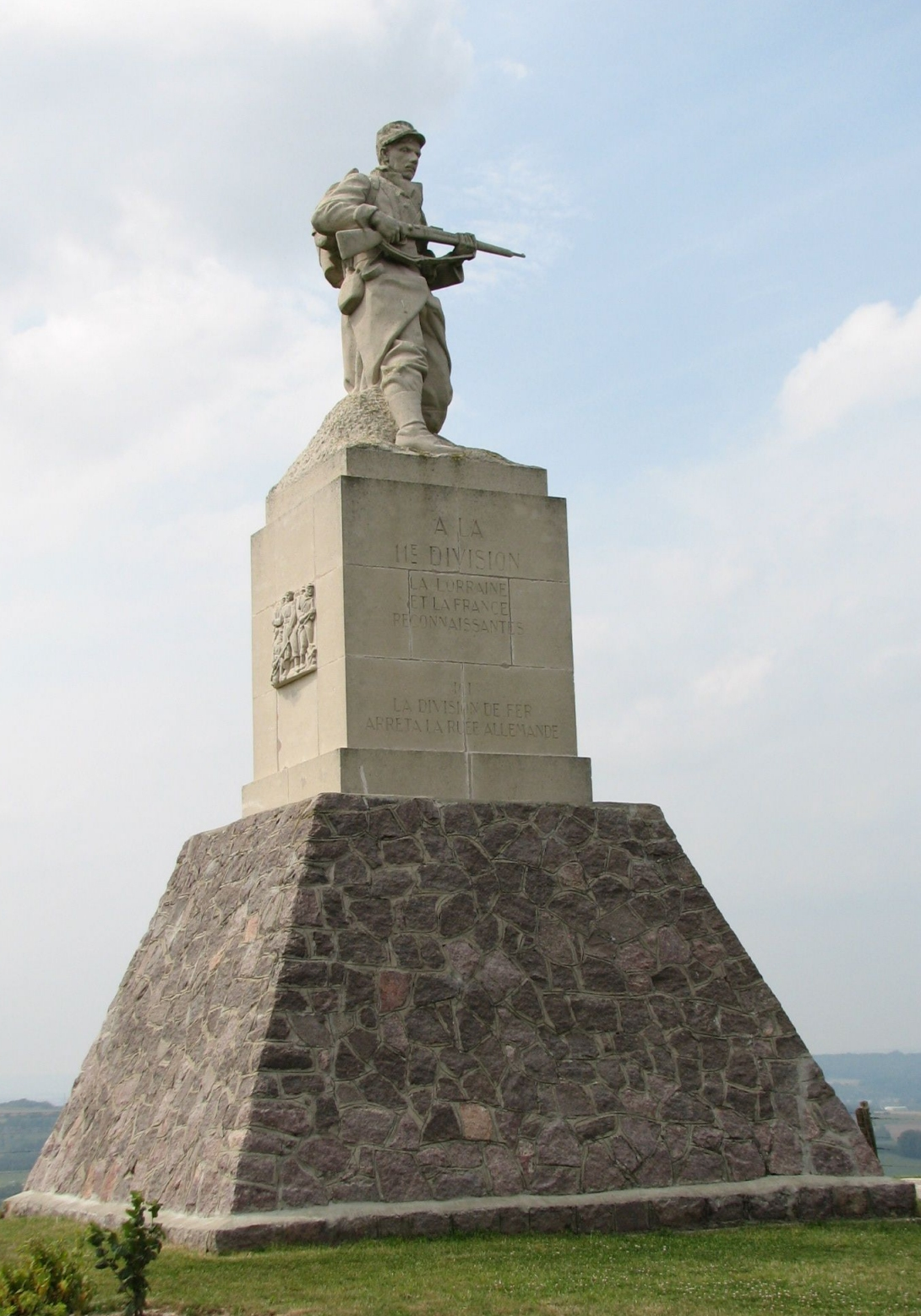
Monument du Léomont (1922), Vitrimont, butte du Léomont.
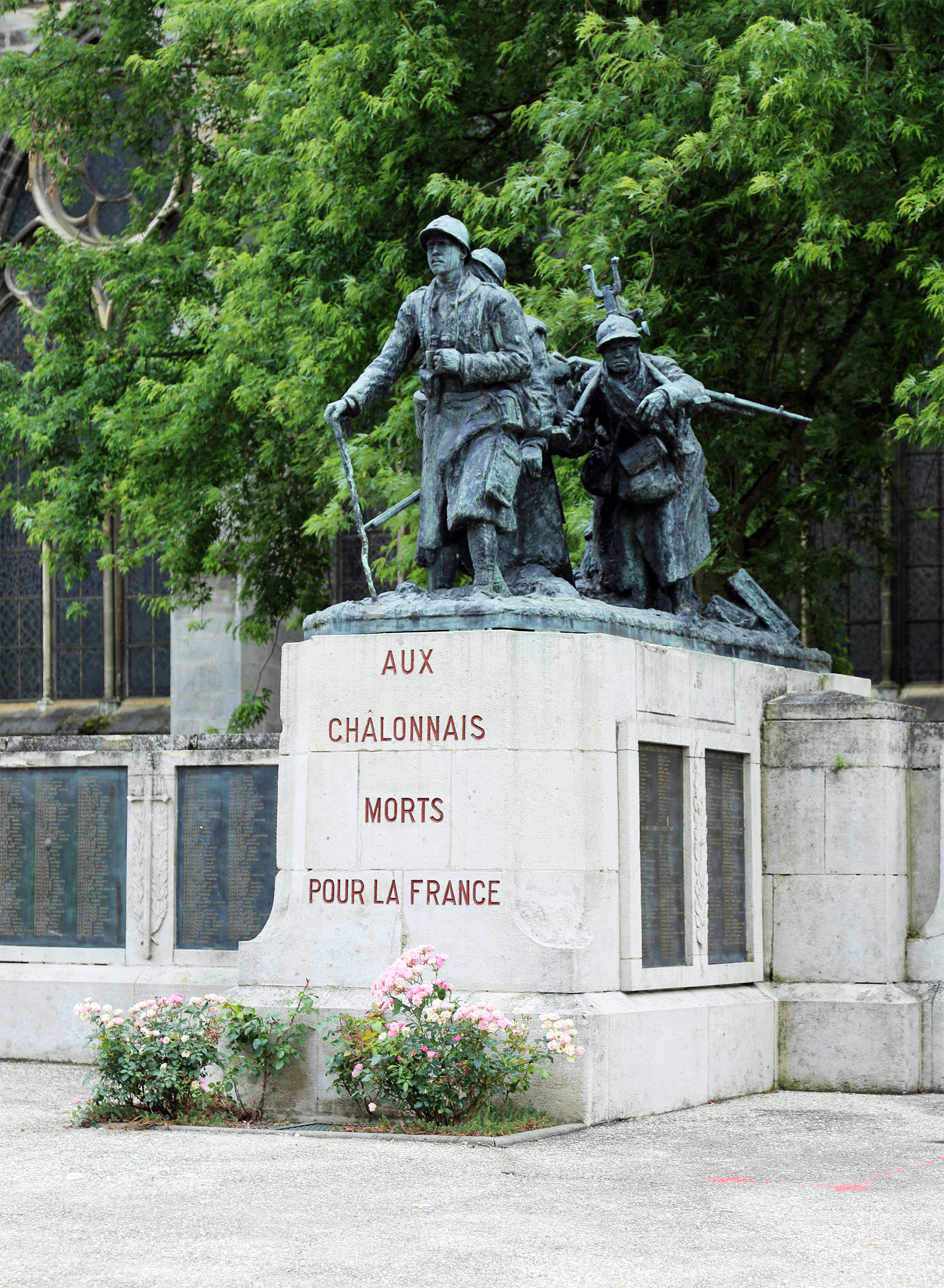
La Dernière Relève (1926), Châlons-en-Champagne.
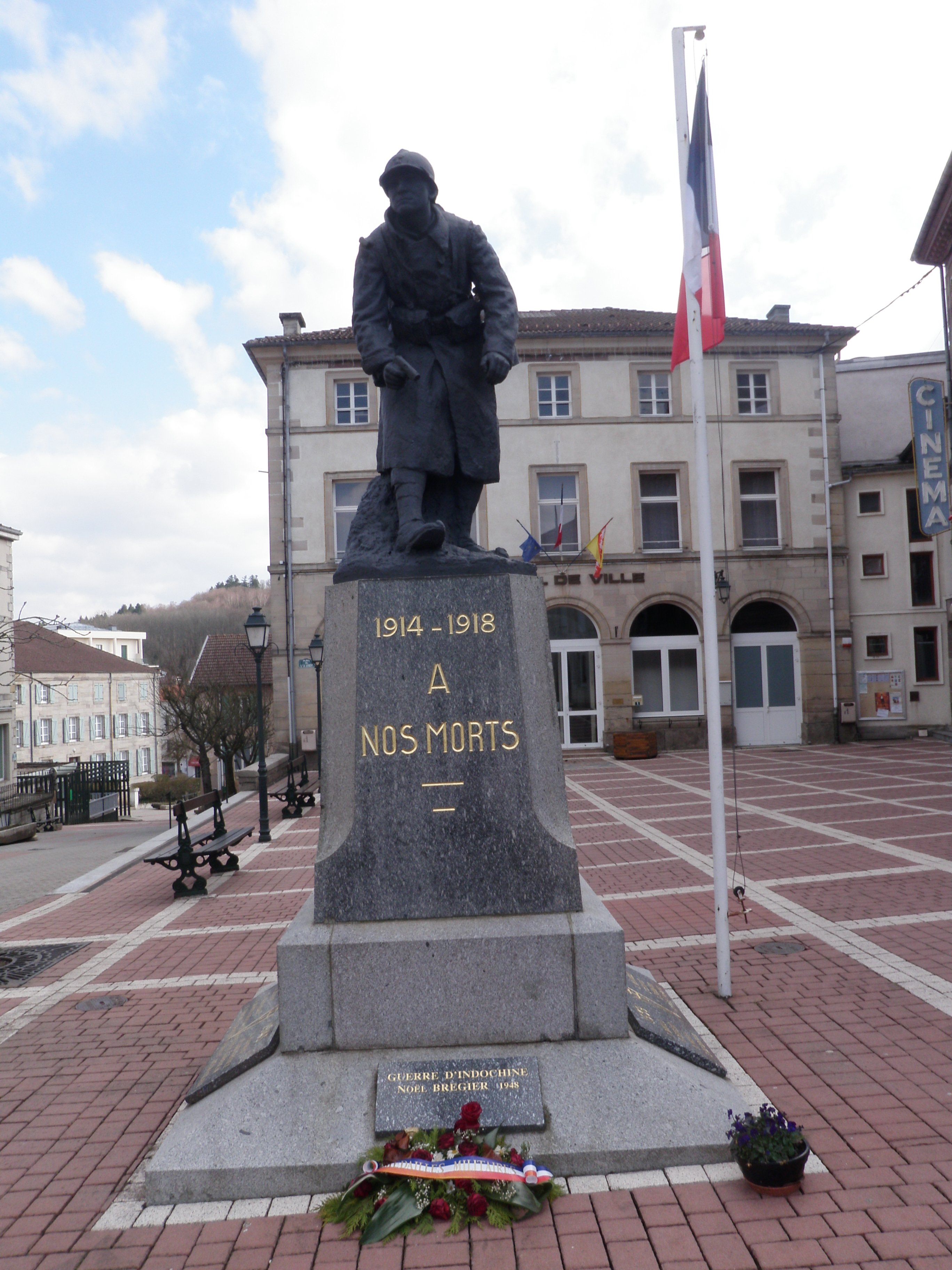
Le Patrouilleur (1932), Bains-les-Bains.

## Salons
- 1912 : Le Vautour blessé (Robespierre).
- 1914 : Vautrin de Balzac.
- 1920 : Dans la Boue de la Somme, médaille d'or.
- 1930 : Buste du sculpteur Abel Jamas.